# Oberhafenkantine

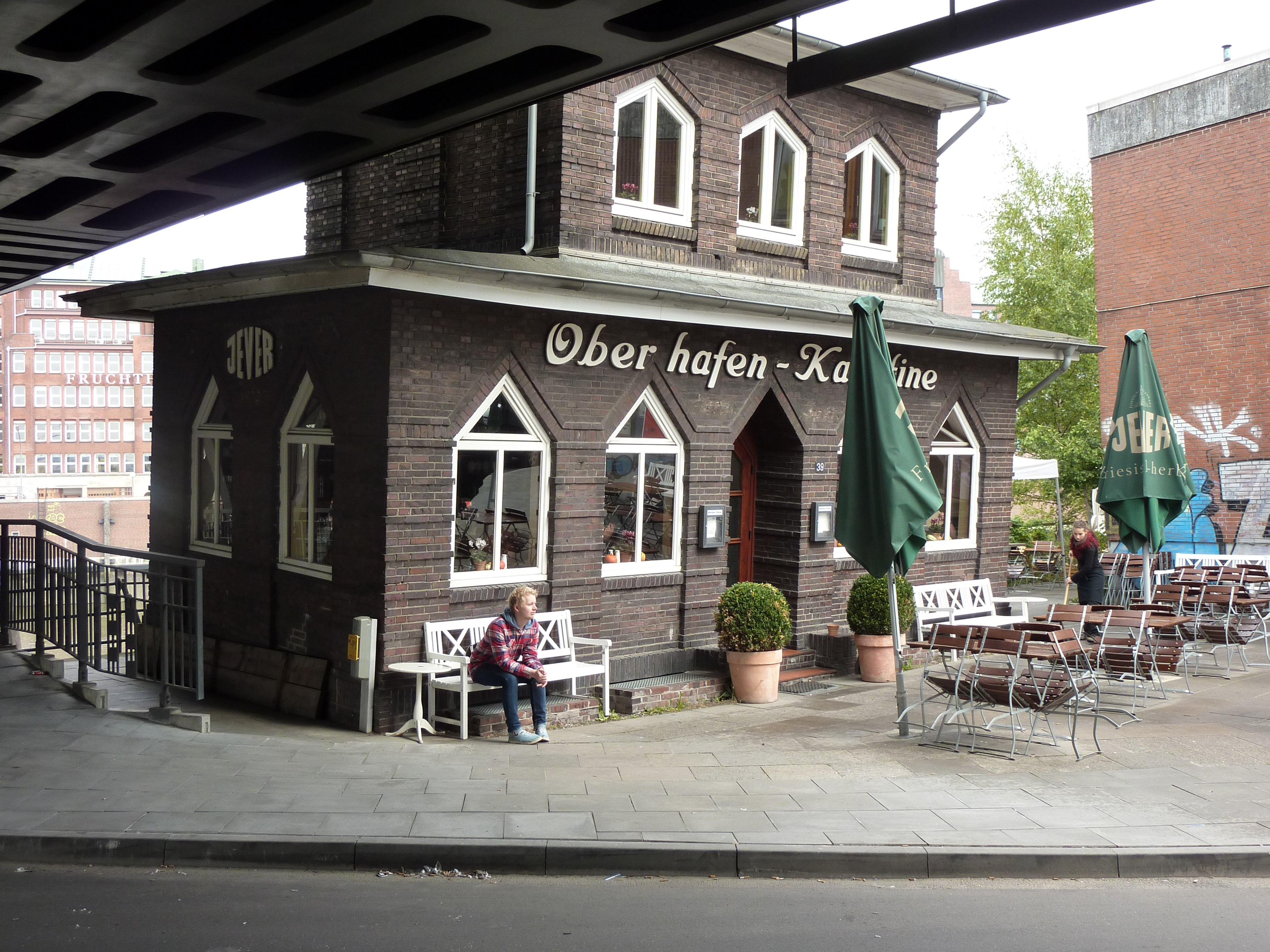
Oberhafenkantine 2012

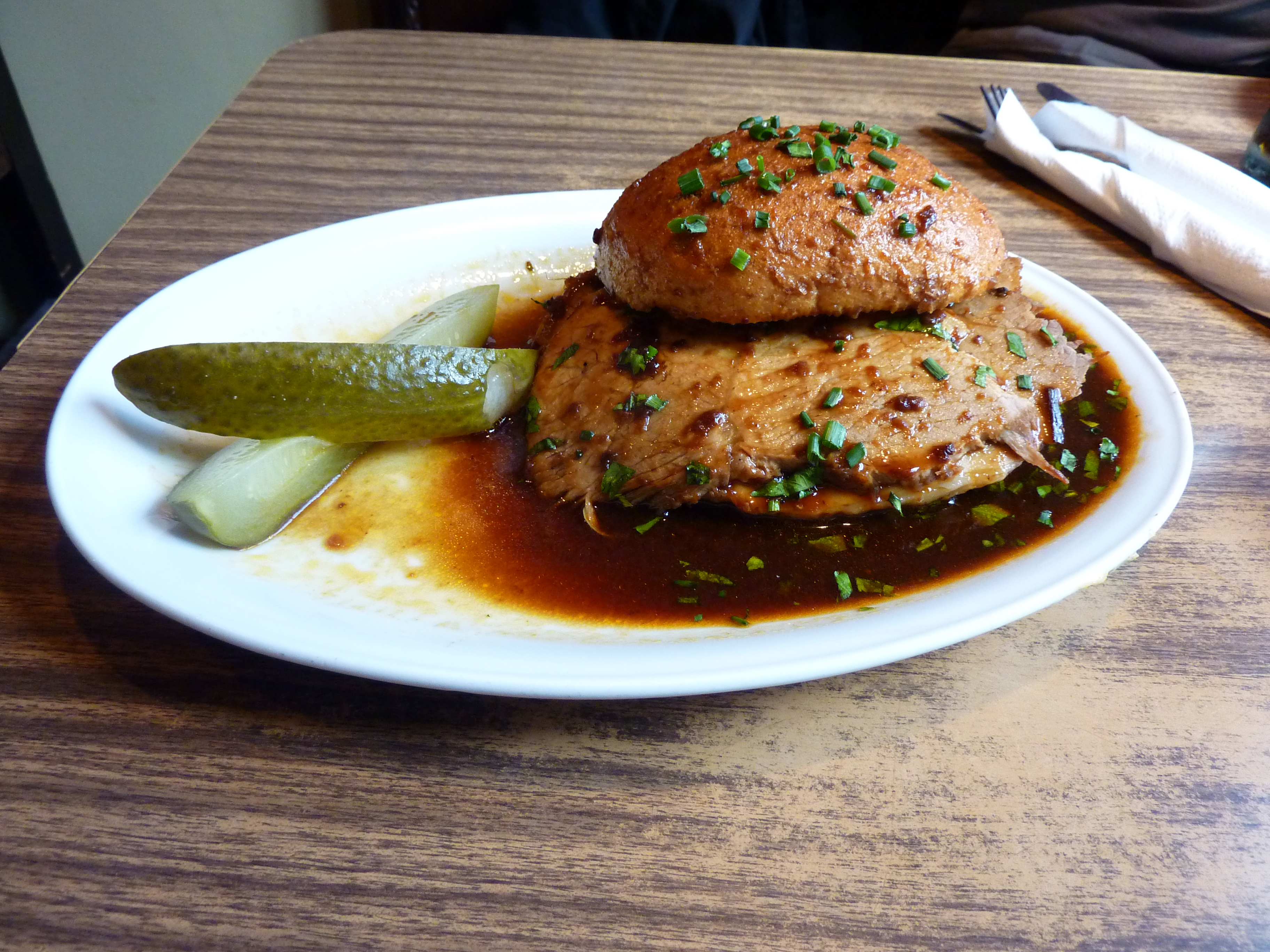
Servierte Speise bei 8,7° Neigung

Die Oberhafenkantine ist ein kleines denkmalgeschütztes Gebäude in Hamburg, in dem ein Restaurant betrieben wird. Die Räume weisen eine deutliche Schräglage auf.

## Geschichte
Die Oberhafenkantine wurde 1925 vom Wirt Hermann Sparr als sogenannte Kaffeeklappe im Hamburger Hafen an der Stockmeyerstraße 39 erbaut. Die Kaffeeklappen dienten der Verpflegung der Hafen- und Werftarbeiter mit alkoholfreien Getränken und warmen Speisen.
Sie geht zurück auf einen Entwurf des Architekten Willy Wegner und ist ein Beispiel expressionistischer Gebrauchsarchitektur, des sogenannten norddeutschen Klinker- oder Backsteinexpressionismus. Standort ist der Oberhafen im heutigen Hamburger Stadtteil HafenCity am Ende der Stockmeyerstraße unterhalb der Oberhafenbrücke. In Hamburg ist die Oberhafenkantine eine der wenigen noch existierenden Kaffeeklappen. Sie hat eine 3 × 7,5 Meter kleine Grundfläche im Erdgeschoss und ein turmartig aufgebautes Staffelgeschoss, das ursprünglich als Lagerraum diente.
Da das Gebäude direkt an der Kaikante des Oberhafens liegt, ist es sowohl durch die regelmäßigen Gezeiten wie auch durch Sturmfluten stark unterspült worden, mit der Zeit abgesackt und in Schräglage geraten.
Sparr holte nach der Eröffnung der Kantine seine zwölfjährige Tochter Anita als Küchenhilfe mit in den Familienbetrieb.
Bis zum Tod von Anita Haendel im Jahre 1997 blieb die Oberhafenkantine in Familienbesitz, anschließend stand die Kantine leer und musste kurz darauf wegen Einsturzgefahr geschlossen werden. 2002 kaufte sie der Unternehmer Klausmartin Kretschmer, dem ebenfalls das selbstverwaltete Kulturzentrum Rote Flora in der Sternschanze gehört. Sie wurde am 19. Oktober 2000 unter Denkmalschutz gestellt, im Jahre 2005 wurde das Kulturdenkmal renoviert und an den Starkoch Tim Mälzer verpachtet, dessen Mutter Christa den Imbiss im April 2006 im alten Kantinencharakter wieder eröffnete. Serviert wurde, wie zu Haendels Zeiten, traditionell-deftige Hausmannskost mit belegten Brötchen, Frikadellen, Eintopf und Kartoffelsalat.
Am 9. November 2007 richtete der Orkan Tilo schwere Schäden am Gebäude an, so dass es erneut saniert werden musste. Seit April 2008 wird das Lokal von wechselnden Gastronomen betrieben.
Im Sommer 2009 baute der Künstler Thorsten Passfeld aus Fundholz, nur wenige Meter vom Original entfernt, in der Stockmeyerstraße eine 1:1-Kopie der Oberhafenkantine. Die Replik soll in Containern als Botschafter Hamburgs für Kultur und Nachhaltigkeit um die Welt reisen.
Während des Orkantiefs Xaver am 6. und 7. Dezember 2013, das in Hamburg Hochwasserpegel bis zu vier Meter über dem mittleren Hochwasser bewirkte, wurde das Gebäude erneut schwer beschädigt. Der Restaurantbetrieb zog vorübergehend in den Brandshof, ein altes Kontorhaus am Brandshofer Deich.

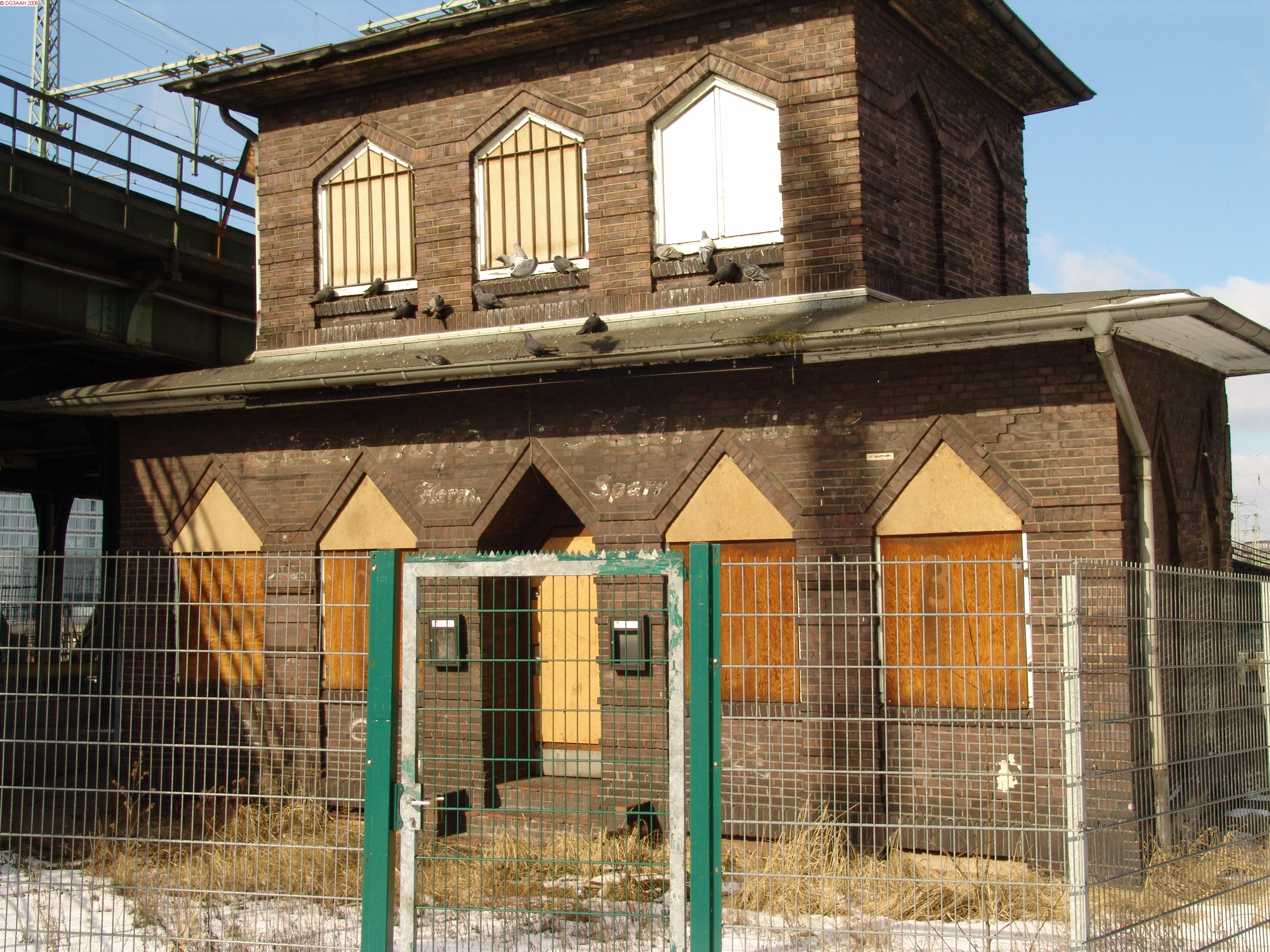
Leerstehende Oberhafenkantine 2005, vor der Renovierung
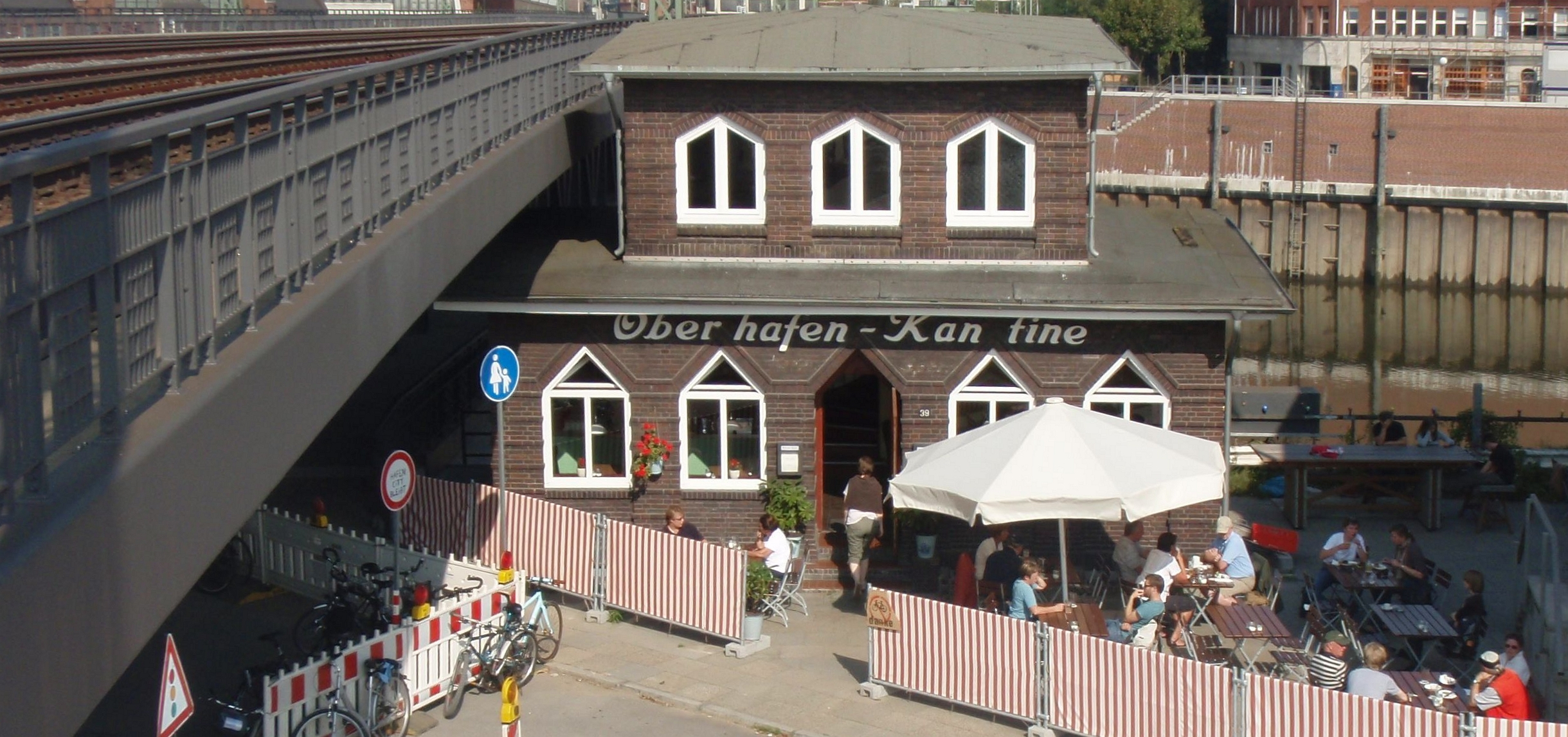
Oberhafenkantine 2009
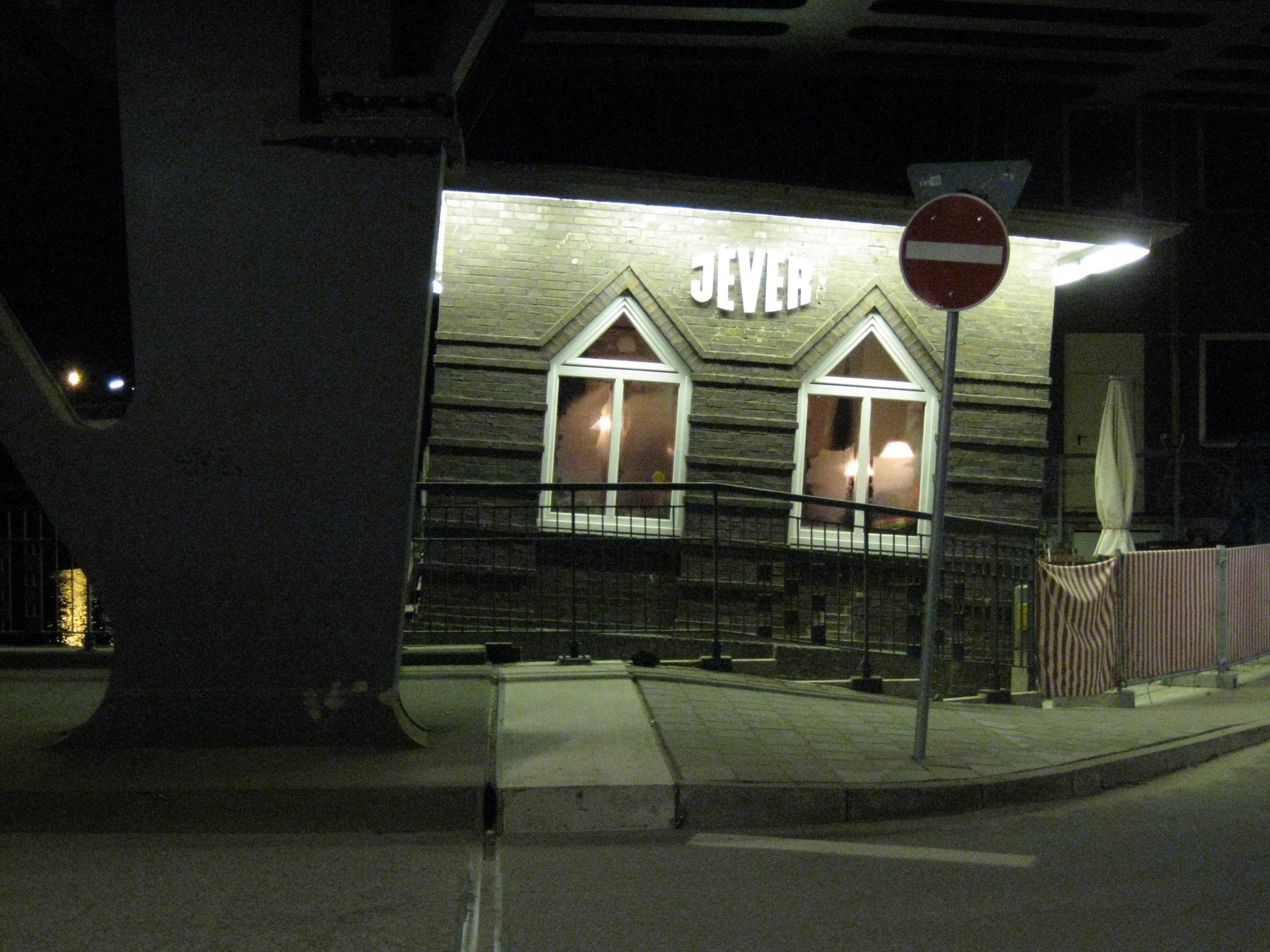
Oberhafenkantine bei Nacht
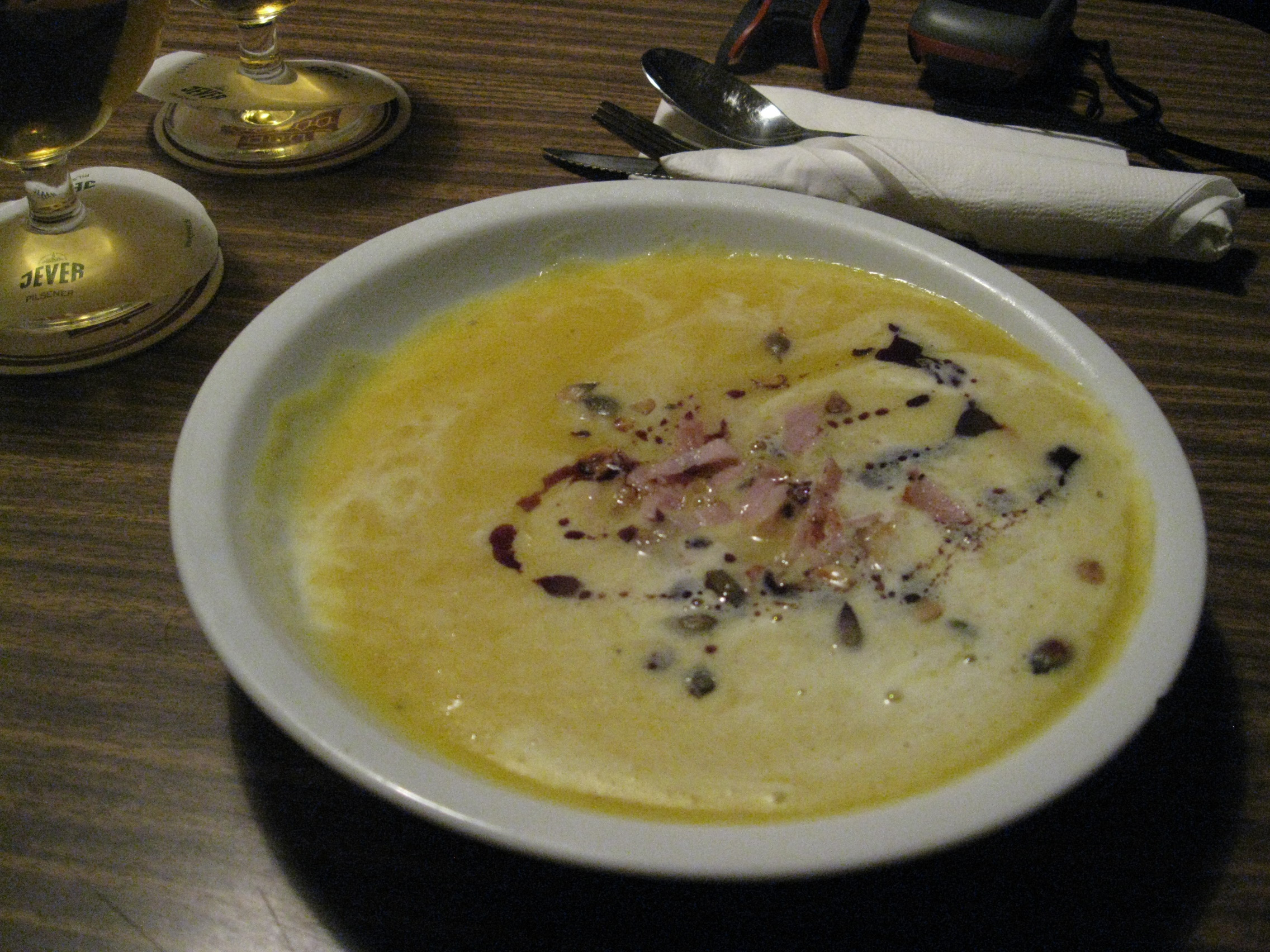
Die Suppe veranschaulicht die Neigung des Gebäudes
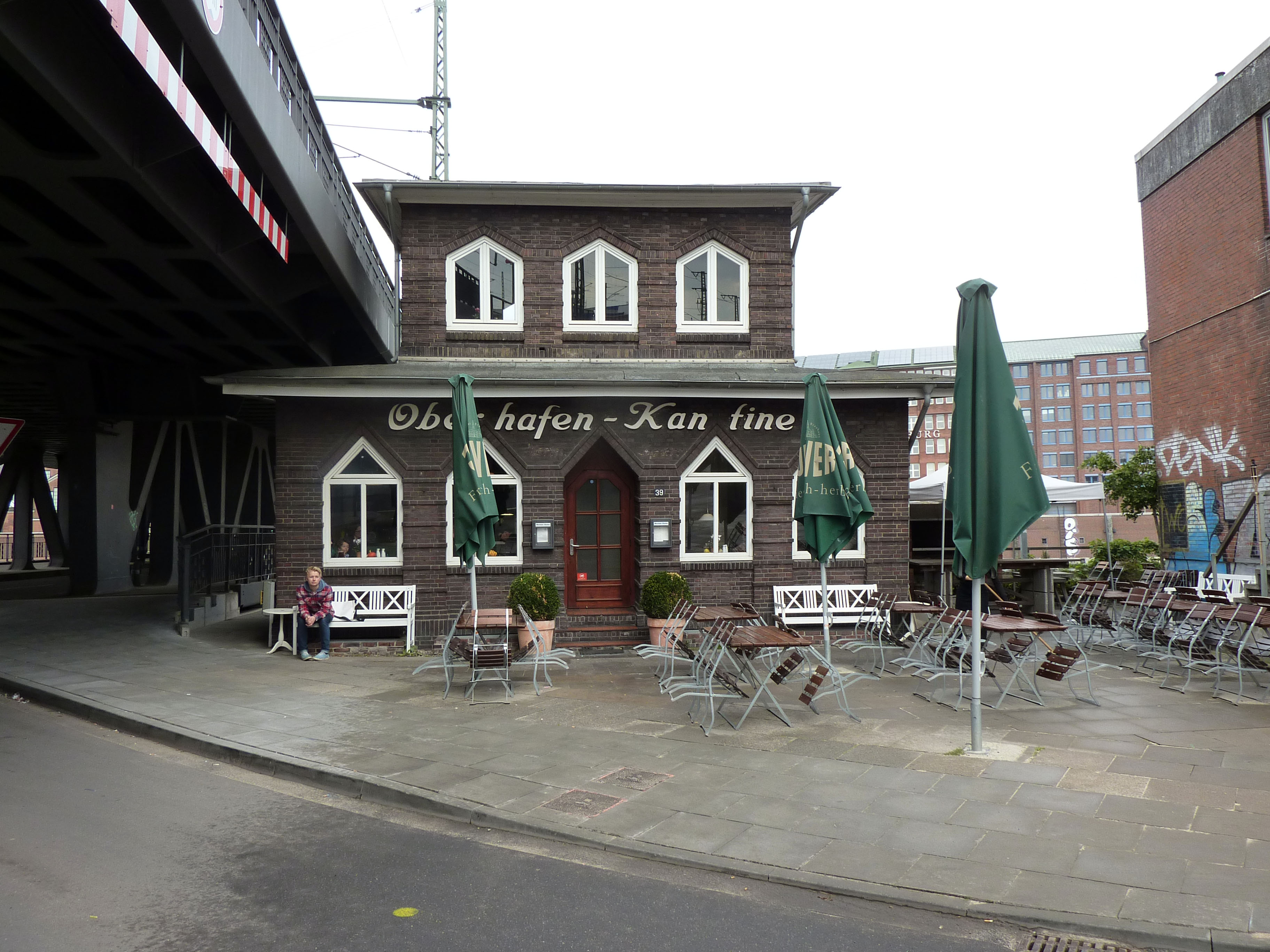
Oberhafenkantine 2012 (Frontansicht)
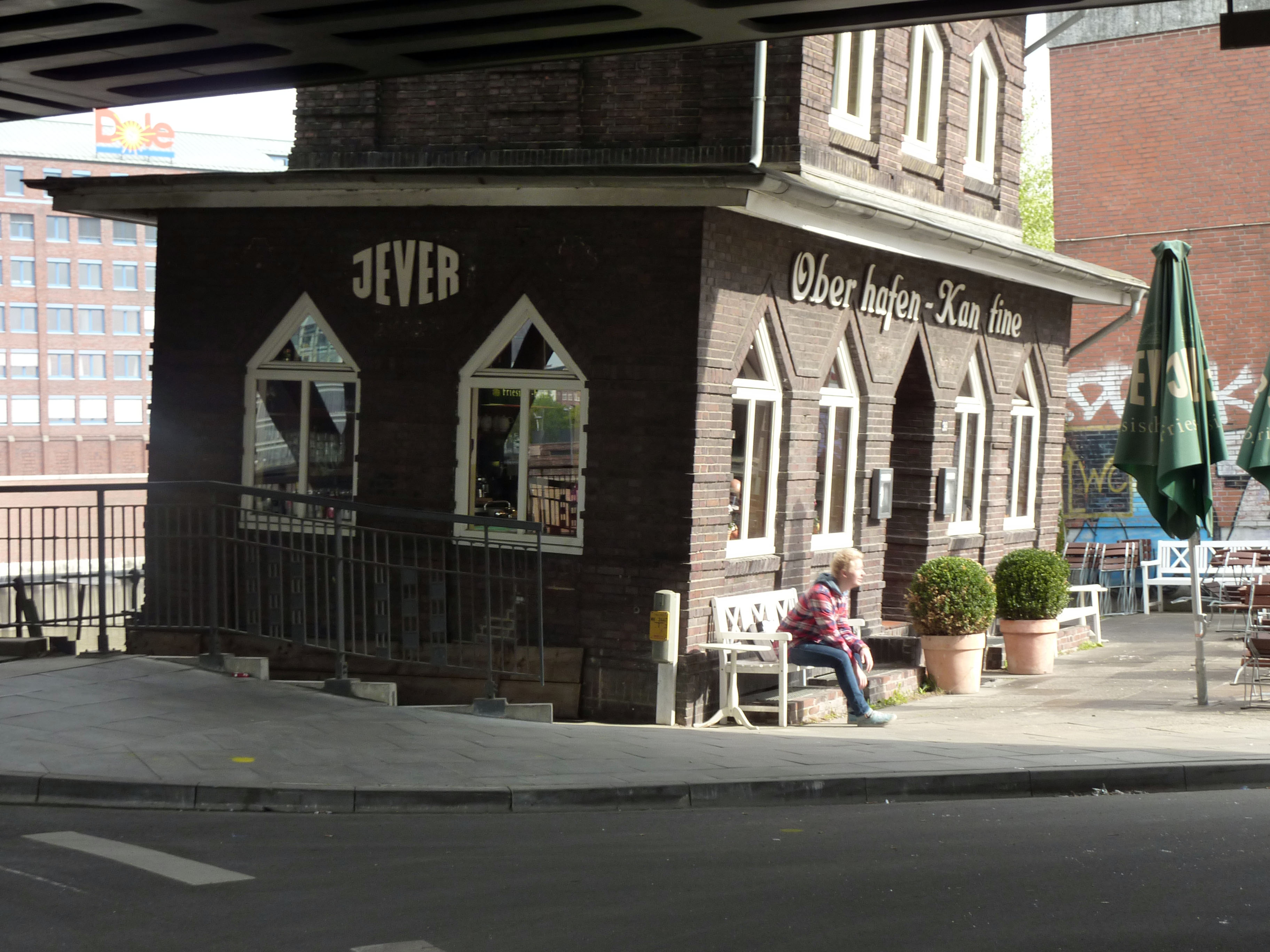
Oberhafenkantine 2012 (Seitenansicht)